# Mobecq
Mobecq település Franciaországban, Manche megyében. Lakosainak száma 239 fő (2018. január 1.). Mobecq Angoville-sur-Ay, La Haye, Montsenelle és Vesly községekkel határos.

## Népesség
A település népességének változása:
| Lakosok száma | 282  | 249  | 209  | 204  | 208  | 251  | 249  | 245  | 240  | 239  |
|               | 1962 | 1968 | 1982 | 1990 | 1999 | 2008 | 2011 | 2013 | 2017 | 2018 |